# برناردو كالديرون كابريرا
برناردو كالديرون كابريرا (بالإسبانية: Bernardo Calderón Cabrera)‏ هو مهندس معماري مكسيكي، ولد في 16 أكتوبر 1922 في مدينة مكسيكو في المكسيك، وتوفي بنفس المكان في 21 ديسمبر 2003.